# 7e étape du Tour de France 2005
Pour un article plus général, voir Tour de France 2005.
La 7e étape du Tour de France 2005 s'est déroulée le 8 juillet 2005 entre la ville de Lunéville et la ville de Karlsruhe en Allemagne. D'une longueur de 228,5 km sur terrain plat c'est la troisième étape la plus longue du tour. La dernière présence du Tour en Allemagne remonte au Tour de France 2002.

## Déroulement de la course
Après une échappée au long cours de 160 km de l'allemand Fabian Wegmann repris à 23 km du but, l'arrivée s'est jugée au sprint avec la victoire de l'australien Robbie McEwen, décrochant sa deuxième victoire sur ce tour, devant le suédois Magnus Bäckstedt.

### Sprints intermédiaires
| Premier   | Léon van Bon | 6 P. et 6 s |
| Second    | Erik Dekker  | 4 P. et 4 s |
| Troisième | Thor Hushovd | 2 P. et 2 s |

| Premier   | Fabian Wegmann | 6 P. et 6 s |
| Second    | Tom Boonen     | 4 P. et 4 s |
| Troisième | Thor Hushovd   | 2 P. et 2 s |

| Premier   | Fabian Wegmann | 6 P. et 6 s |
| Second    | Tom Boonen     | 4 P. et 4 s |
| Troisième | Thor Hushovd   | 2 P. et 2 s |

### Côtes
| Premier   | Fabian Wegmann  | 3 P. |
| Second    | Thomas Voeckler | 2 P. |
| Troisième | Stéphane Augé   | 1 P. |

| Premier   | Fabian Wegmann     | 4 P. |
| Second    | Ronny Scholz       | 3 P. |
| Troisième | Beat Zberg         | 2 P. |
| Quatrième | Rubens Bertogliati | 1 P. |

## Classement de l'étape

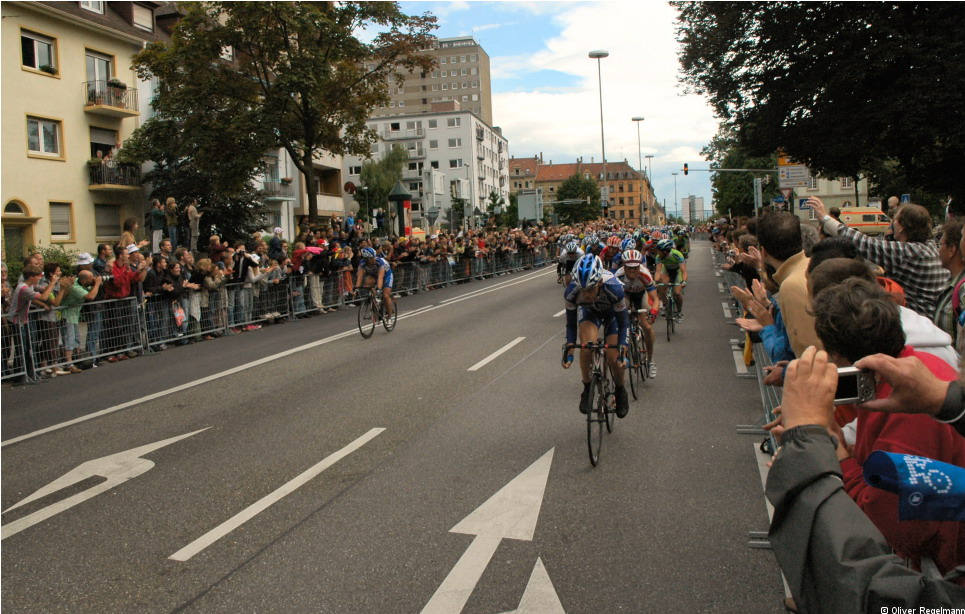
Le peloton dans le dernier kilomètre, juste avant le sprint final

| \| Classement de l'étape \| Classement de l'étape \| Classement de l'étape \| Classement de l'étape \| Classement de l'étape \| \| Coureur \| Coureur \| Pays \| Équipe \| Temps \| \| --------------------- \| --------------------- \| --------------------- \| --------------------- \| --------------------- \| \| 1er \| Robbie McEwen \| Australie \| Davitamon-Lotto \| 5 h 03 min 45 s \| \| 2e \| Magnus Bäckstedt \| Suède \| Liquigas-Bianchi \| + 0 s \| \| 3e \| Bernhard Eisel \| Autriche \| La Française des jeux \| + 0 s \| \| 4e \| Gerrit Glomser \| Autriche \| Lampre-Caffita \| + 0 s \| \| 5e \| Baden Cooke \| Australie \| La Française des jeux \| + 0 s \| \| 6e \| Fabian Cancellara \| Suisse \| Fassa Bortolo \| + 0 s \| \| 7e \| Tom Boonen \| Belgique \| Quick Step-Innergetic \| + 0 s \| \| 8e \| Gianluca Bortolami \| Italie \| Lampre-Caffita \| + 0 s \| \| 9e \| Thor Hushovd \| Norvège \| Crédit Agricole \| + 0 s \| \| 10e \| Juan Antonio Flecha \| Espagne \| Fassa Bortolo \| + 0 s \| |                     |           |                       |                 |
| |                     |           |                       |                 |
| |                     |           |                       |                 |
| Classement de l'étape |                     |           |                       |                 |
| Coureur | Coureur             | Pays      | Équipe                | Temps           |
| 1er | Robbie McEwen       | Australie | Davitamon-Lotto       | 5 h 03 min 45 s |
| 2e | Magnus Bäckstedt    | Suède     | Liquigas-Bianchi      | + 0 s           |
| 3e | Bernhard Eisel      | Autriche  | La Française des jeux | + 0 s           |
| 4e | Gerrit Glomser      | Autriche  | Lampre-Caffita        | + 0 s           |
| 5e | Baden Cooke         | Australie | La Française des jeux | + 0 s           |
| 6e | Fabian Cancellara   | Suisse    | Fassa Bortolo         | + 0 s           |
| 7e | Tom Boonen          | Belgique  | Quick Step-Innergetic | + 0 s           |
| 8e | Gianluca Bortolami  | Italie    | Lampre-Caffita        | + 0 s           |
| 9e | Thor Hushovd        | Norvège   | Crédit Agricole       | + 0 s           |
| 10e | Juan Antonio Flecha | Espagne   | Fassa Bortolo         | + 0 s           |

## Classement général
| \| Classement général \| Classement général \| Classement général \| Classement général \| Classement général \| \| Coureur \| Coureur \| Pays \| Équipe \| Temps \| \| ------------------ \| -------------------- \| ------------------ \| ------------------ \| ------------------ \| \| 1er \| Lance Armstrong \| États-Unis \| Discovery Channel \| DQ \| \| 2e \| George Hincapie \| États-Unis \| Discovery Channel \| DQ \| \| 3e \| Alexandre Vinokourov \| Kazakhstan \| T-Mobile \| + 1 min 02 s \| \| 4e \| Jens Voigt \| Allemagne \| CSC \| + 1 min 04 s \| \| 5e \| Bobby Julich \| États-Unis \| CSC \| + 1 min 07 s \| \| 6e \| José Luis Rubiera \| Espagne \| Discovery Channel \| + 1 min 14 s \| \| 7e \| Yaroslav Popovych \| Ukraine \| Discovery Channel \| + 1 min 16 s \| \| 8e \| Benjamín Noval \| Espagne \| Discovery Channel \| + 1 min 26 s \| \| 9e \| Ivan Basso \| Italie \| CSC \| + 1 min 26 s \| \| 10e \| Kurt Asle Arvesen \| Norvège \| CSC \| + 1 min 32 s \| |                      |            |                   |              |
| |                      |            |                   |              |
| |                      |            |                   |              |
| Classement général |                      |            |                   |              |
| Coureur | Coureur              | Pays       | Équipe            | Temps        |
| 1er | Lance Armstrong      | États-Unis | Discovery Channel | DQ           |
| 2e | George Hincapie      | États-Unis | Discovery Channel | DQ           |
| 3e | Alexandre Vinokourov | Kazakhstan | T-Mobile          | + 1 min 02 s |
| 4e | Jens Voigt           | Allemagne  | CSC               | + 1 min 04 s |
| 5e | Bobby Julich         | États-Unis | CSC               | + 1 min 07 s |
| 6e | José Luis Rubiera    | Espagne    | Discovery Channel | + 1 min 14 s |
| 7e | Yaroslav Popovych    | Ukraine    | Discovery Channel | + 1 min 16 s |
| 8e | Benjamín Noval       | Espagne    | Discovery Channel | + 1 min 26 s |
| 9e | Ivan Basso           | Italie     | CSC               | + 1 min 26 s |
| 10e | Kurt Asle Arvesen    | Norvège    | CSC               | + 1 min 32 s |

Les Américains David Zabriskie, George Hincapie et Lance Armstrong ont été déclassés en 2012.

## Classements annexes
| Classement par points | Classement par points | Classement par points | Classement par points           | Classement par points |
| Coureur               | Coureur               | Pays                  | Équipe                          | Points                |
| --------------------- | --------------------- | --------------------- | ------------------------------- | --------------------- |
| 1er                   | Tom Boonen            | Belgique              | Quick Step-Innergetic           | 133 pts               |
| 2e                    | Thor Hushovd          | Norvège               | Crédit Agricole                 | 122 pts               |
| 3e                    | Robbie McEwen         | Australie             | Davitamon-Lotto                 | 96 pts                |
| 4e                    | Stuart O'Grady        | Australie             | Cofidis-Le Crédit par Téléphone | 91 pts                |
| 5e                    | Robert Förster        | Allemagne             | Gerolsteiner                    | 75 pts                |

| Classement par points | Classement par points | Classement par points | Classement par points           | Classement par points |
| Coureur               | Coureur               | Pays                  | Équipe                          | Points                |
| --------------------- | --------------------- | --------------------- | ------------------------------- | --------------------- |
| 1er                   | Tom Boonen            | Belgique              | Quick Step-Innergetic           | 133 pts               |
| 2e                    | Thor Hushovd          | Norvège               | Crédit Agricole                 | 122 pts               |
| 3e                    | Robbie McEwen         | Australie             | Davitamon-Lotto                 | 96 pts                |
| 4e                    | Stuart O'Grady        | Australie             | Cofidis-Le Crédit par Téléphone | 91 pts                |
| 5e                    | Robert Förster        | Allemagne             | Gerolsteiner                    | 75 pts                |

| Classement de la montagne | Classement de la montagne | Classement de la montagne | Classement de la montagne       | Classement de la montagne |
| Coureur                   | Coureur                   | Pays                      | Équipe                          | Points                    |
| ------------------------- | ------------------------- | ------------------------- | ------------------------------- | ------------------------- |
| 1er                       | Fabian Wegmann            | Allemagne                 | Gerolsteiner                    | 10 pts                    |
| 2e                        | Stéphane Augé             | France                    | Cofidis-Le Crédit par Téléphone | 8 pts                     |
| 3e                        | Karsten Kroon             | Pays-Bas                  | Rabobank                        | 7 pts                     |
| 4e                        | Thomas Voeckler           | France                    | Bouygues Telecom                | 7 pts                     |
| 5e                        | Erik Dekker               | Pays-Bas                  | Rabobank                        | 6 pts                     |

| Classement de la montagne | Classement de la montagne | Classement de la montagne | Classement de la montagne       | Classement de la montagne |
| Coureur                   | Coureur                   | Pays                      | Équipe                          | Points                    |
| ------------------------- | ------------------------- | ------------------------- | ------------------------------- | ------------------------- |
| 1er                       | Fabian Wegmann            | Allemagne                 | Gerolsteiner                    | 10 pts                    |
| 2e                        | Stéphane Augé             | France                    | Cofidis-Le Crédit par Téléphone | 8 pts                     |
| 3e                        | Karsten Kroon             | Pays-Bas                  | Rabobank                        | 7 pts                     |
| 4e                        | Thomas Voeckler           | France                    | Bouygues Telecom                | 7 pts                     |
| 5e                        | Erik Dekker               | Pays-Bas                  | Rabobank                        | 6 pts                     |

| Classement du meilleur jeune | Classement du meilleur jeune | Classement du meilleur jeune | Classement du meilleur jeune   | Classement du meilleur jeune |
| Coureur                      | Coureur                      | Pays                         | Équipe                         | Temps                        |
| ---------------------------- | ---------------------------- | ---------------------------- | ------------------------------ | ---------------------------- |
| 1er                          | Yaroslav Popovych            | Ukraine                      | Discovery Channel              | 23 h 03 min 12 s             |
| 2e                           | Vladimir Karpets             | Russie                       | Illes Balears-Caisse d'Épargne | + 57 s                       |
| 3e                           | Fabian Cancellara            | Suisse                       | Fassa Bortolo                  | + 1 min 14 s                 |
| 4e                           | Alberto Contador             | Espagne                      | Liberty Seguros-Würth          | + 1 min 19 s                 |
| 5e                           | Tom Boonen                   | Belgique                     | Quick Step-Innergetic          | + 1 min 45 s                 |

| Classement du meilleur jeune | Classement du meilleur jeune | Classement du meilleur jeune | Classement du meilleur jeune   | Classement du meilleur jeune |
| Coureur                      | Coureur                      | Pays                         | Équipe                         | Temps                        |
| ---------------------------- | ---------------------------- | ---------------------------- | ------------------------------ | ---------------------------- |
| 1er                          | Yaroslav Popovych            | Ukraine                      | Discovery Channel              | 23 h 03 min 12 s             |
| 2e                           | Vladimir Karpets             | Russie                       | Illes Balears-Caisse d'Épargne | + 57 s                       |
| 3e                           | Fabian Cancellara            | Suisse                       | Fassa Bortolo                  | + 1 min 14 s                 |
| 4e                           | Alberto Contador             | Espagne                      | Liberty Seguros-Würth          | + 1 min 19 s                 |
| 5e                           | Tom Boonen                   | Belgique                     | Quick Step-Innergetic          | + 1 min 45 s                 |

| Classement par équipes | Classement par équipes | Classement par équipes | Classement par équipes |
| Équipe                 | Équipe                 | Pays                   | Temps                  |
| ---------------------- | ---------------------- | ---------------------- | ---------------------- |
| 1re                    | CSC                    | Danemark               | 66 h 46 min 37 s       |
| 2e                     | Discovery Channel      | États-Unis             | + 2 s                  |
| 3e                     | T-Mobile               | Allemagne              | + 2 min 17 s           |
| 4e                     | Phonak Hearing Systems | Suisse                 | + 3 min 02 s           |
| 5e                     | Liberty Seguros-Würth  | Espagne                | + 3 min 22 s           |

| Classement par équipes | Classement par équipes | Classement par équipes | Classement par équipes |
| Équipe                 | Équipe                 | Pays                   | Temps                  |
| ---------------------- | ---------------------- | ---------------------- | ---------------------- |
| 1re                    | CSC                    | Danemark               | 66 h 46 min 37 s       |
| 2e                     | Discovery Channel      | États-Unis             | + 2 s                  |
| 3e                     | T-Mobile               | Allemagne              | + 2 min 17 s           |
| 4e                     | Phonak Hearing Systems | Suisse                 | + 3 min 02 s           |
| 5e                     | Liberty Seguros-Würth  | Espagne                | + 3 min 22 s           |

## Abandons, exclusions
- Alessandro Spezialetti (Lampre-Caffita) : abandon
- Steve Zampieri (Phonak) : abandon